# Зифта
Зи́фта — город и центр района в губернаторстве Гарбия в Египте. Находится на юго-востоке губернаторства, в 25 км к юго-востоку от центра губернаторства Танты, на левом берегу восточного рукава Нила (рукава Думьят). Население города 93 740 человек (2006). На противоположном берегу Нила расположился город Мит-Гамр, относящийся к провинции Дакахлия. Промышленность представлена производством готовой одежды и молочной продукции. В Зифте находится одна из плотин на Ниле, построенная в 1881-1952 для контроля расхода воды.
В современной истории Египта Зифта известна тем, что во время Египетской революции 1919 года, когда британские власти выслали Саада Заглюля вместе с другими лидерами партии Вафд на Мальту, население Зифты собралось и провозгласило независимость Республики Зифта.

## Район
В районе Зифта проживает около 90 000 человек (2007). Площадь 410 км². Доля неграмотных в возрасте свыше 15 лет - 55%. Район объединяет 8 сельских местных общин. В районе (в деревне Санбат) находится церковь святой Демьяны, построенная до исламского завоевания. В районе выращивается до 20% всего льна в Египте.